# Gorenja vas pri Šmarjeti
Gorenja vas pri Šmarjeti je naselje v Občini Šmarješke Toplice.